# Bahnhof Köln-Dellbrück
Der Bahnhof Köln-Dellbrück befindet sich im gleichnamigen Stadtteil des rechtsrheinischen Kölns an der Kursbuchstrecke 450.11, der Bahnstrecke Köln–Bergisch Gladbach.

## Geschichte
Der Bahnhof Dellbrück entstand an der 1868 durch die Bergisch-Märkische Eisenbahn-Gesellschaft eröffneten Bahnstrecke Mülheim-Bergisch Gladbach. Zwei Jahre später, 1870, konnte das Bahnhofsgebäude eingeweiht werden, nachdem der Gemeinderat den Baugrund kostenlos zur Verfügung gestellt hatte. Der zweigeschossige Bau war in einem spätklassizistischen Rundbogenstil mit Schwebegiebel errichtet worden und enthielt neben den Bahneinrichtungen auch eine Gastronomie. Ein benachbarter Bahnübergang im Verlauf der Achse Dellbrücker Hauptstraße / Diepeschrather Straße war zunächst unbeschrankt. Stattdessen standen dort schwarzweiße Schilder mit der Aufschrift: Halt! Sobald sich ein Zug nähert, müssen Fußgänger, Reiter, Treiber von Vieh- und Lasttieren hier halten. Zuwiderhandelnde werden bestraft!. Östlich des Personenbahnhofs wurde 1902 ein Güterbahnhof eingerichtet, nachdem zuvor Industrie- und Handwerksbetriebe mit günstigem Bauland angeworben werden konnten. 1904 und 1908 erfolgten Erweiterungen des Bahnhofsgebäudes. 1908 wurden auch ein zweites Gleis gelegt und eine Straßenunterführung gebaut.
Werktags bediente der Bahnhof den Berufspendlerverkehr Dellbücker Arbeiter zu den Fabriken in Deutz, Kalk und Mülheim. Am Sonntag war der Andrang noch größer: Um die Jahrhundertwende wurden acht bis neun Extrazüge eingesetzt, um den Ausflugsverkehr aus den nahen Städten nach Dellbrück zu bewältigen.
Über seine eigentliche Funktion hinaus ist das Empfangsgebäude von der Dellbrücker Bevölkerung für Festlichkeiten genutzt worden. So berichtete die Presse von einem Festessen anlässlich des Geburtstages von Kaiser Wilhelm I. am 24. März 1881 im geschmückten Empfangsgebäude, das durch ein bengalisches Feuerwerk illuminiert war.
Mit der Verstaatlichung der Bergisch-Märkischen Eisenbahn-Gesellschaft ging der Bahnhof am 1. Juni 1882 in den Besitz des Königreiches Preußen über. Bei einem Bombenangriff in der Nacht vom 22. auf den 23. August 1943 erlitt der Dachstuhl des Empfangsgebäudes schweren Schaden. Als 1950 der Fußballverein Preußen Dellbrück bis ins Halbfinale der Deutschen Meisterschaft vorstieß, kamen sonntags mehrere Sonderzüge aus Reutlingen, Mannheim und Offenbach nach Dellbrück. 1979 wurde das alte Empfangsgebäude abgerissen. An seiner Stelle entstand bis 1981 ein funktionaler Glas- und Sichtbetonbau im zeittypischen Stil.

## Verkehr
Dellbrück wird von Montag bis Samstag im 20-Minuten-Takt von der S-Bahn-Linie 11 der S-Bahn Köln angefahren, am Sonntag im 30-Minuten-Takt. Zudem existiert ein einzelner morgendlicher Kurs der Linie RB24 Eifel-Bahn (Kall–Euskirchen–Köln-Deutz), der an Schultagen bis Dellbrück verlängert wird und von dort nach Köln Hbf zurückfährt. Von Juli 2020 bis Dezember 2021 endeten und begannen in Dellbrück auch die Züge der RB 26 (Mainz – Bingen – Koblenz – Bonn – Köln Messe/Deutz), da in diesem Zeitraum baustellenbedingt eine Wende der Züge in Deutzerfeld nicht möglich war. Zudem wird der Bahnhof von Güterzügen der Häfen und Güterverkehr Köln (HGK) passiert, die den Güterbahnhof in Bergisch Gladbach als Ziel haben.
| Linie | Verlauf | Takt   |
| ----- | --- | ------ |
| S 11  | D-Flughafen Terminal – D-Unterrath – D-Derendorf – D-Zoo – D-Wehrhahn – Düsseldorf Hbf – D-Friedrichstadt – D-Bilk – D-Völklinger Straße – D-Hamm – NE Rheinparkcenter – NE Am Kaiser – Neuss Hbf – Neuss Süd – Norf – NE-Allerheiligen – Nievenheim – Dormagen – Dormagen-Chempark – Köln-Worringen – K-Blumenberg – K-Chorweiler Nord – K-Chorweiler – K-Volkhovener Weg – K-Longerich – K-Geldernstraße/Parkgürtel – K-Nippes – K-Hansaring – Köln Hbf – K-Messe/Deutz – K-Buchforst – K-Mülheim – K-Holweide – K-Dellbrück – Duckterath – Bergisch Gladbach Stand: Fahrplanwechsel Dezember 2023 | 20 min |

Am Bahnhof bestehen Umsteigemöglichkeiten zu drei Buslinien der Kölner Verkehrs-Betriebe. Zwei von ihnen haben an der Haltestelle Dellbrück Hauptstraße Anschluss an die Linien 3 und 18 der Stadtbahn Köln.
| Linie | Verlauf | Takt |
| ----- | --- | ---- |
| 154   | Waldbad – Dünnwald Leuchterstraße (4) – Köln-Dellbrück – Dellbrück Hauptstraße (3, 18) – Brück Mauspfad (1) – Königsforst (9) – Gremberghoven – Köln Steinstraße – Porz Markt |      |
| 435   | Köln-Dellbrück – Hand – Paffrath – Bergisch Gladbach |      |
| 436   | Köln-Dellbrück – Dellbrück Hauptstraße (3, 18) – Duckterath – Bergisch Gladbach                                                                                               |      |

## Anlage
Der Bahnhof verfügt über zwei elektrifizierte Durchgangsgleise, an denen sich die Bahnsteige der S-Bahn befinden. Beide Bahnsteige besitzen eine Länge von 232 Metern und eine Höhe von 76 cm (ab Schienenoberkante gemessen), was keinen stufenlosen Einstieg in die auf der Linie S11 verkehrenden Triebwagen der Baureihe 423 ermöglicht. Die Bahnsteige sind versetzt angeordnet, sodass sie sich nur auf gut 120 Metern Länge direkt gegenüberstehen. Der Bahnsteig an Gleis 1 ist ein Seitenbahnsteig, der Bahnsteig zwischen Gleis 2 und 3 ein Inselbahnsteig. Nördlich des Bahnsteigs Richtung Köln befindet sich ein weiteres Bahnsteiggleis, das von der bereits erwähnten RB24 genutzt wird. Auch dieses ist elektrifiziert, aber nur auf einer Länge von 210 Metern für den Fahrgastverkehr nutzbar.
Knapp 500 Meter östlich des Bahnhofs beginnt ein eingleisiger Abschnitt, der bis zum Streckenende in Bergisch Gladbach reicht. Zwar fädelt sich die Strecke dort zum Güterbahnhof auf, aber nur das für die S-Bahn genutzte Gleis ist elektrifiziert. Zwischen dem Bahnhof Dellbrück und der Zusammenführung der Gleise befinden sich zwei nicht mehr genutzte Gleisanschlüsse.

## Verknüpfungen
Südlich des westwärtigen Bahnsteiges befindet sich ein kleiner Busbahnhof, an dem Linienbusse nach Köln-Dünnwald, und -Porz sowie Linien nach Bergisch Gladbach abfahren. Dieser ist so angelegt, dass der Bahnsteig nahtlos ohne Höhenunterschied in die Bussteige übergeht. Etwa 700 Meter südlich der Bahnstrecke verläuft die Stadtbahnstrecke der Kölner Verkehrs-Betriebe von Deutz/Mülheim nach Thielenbruch.